# Rover Streetwise

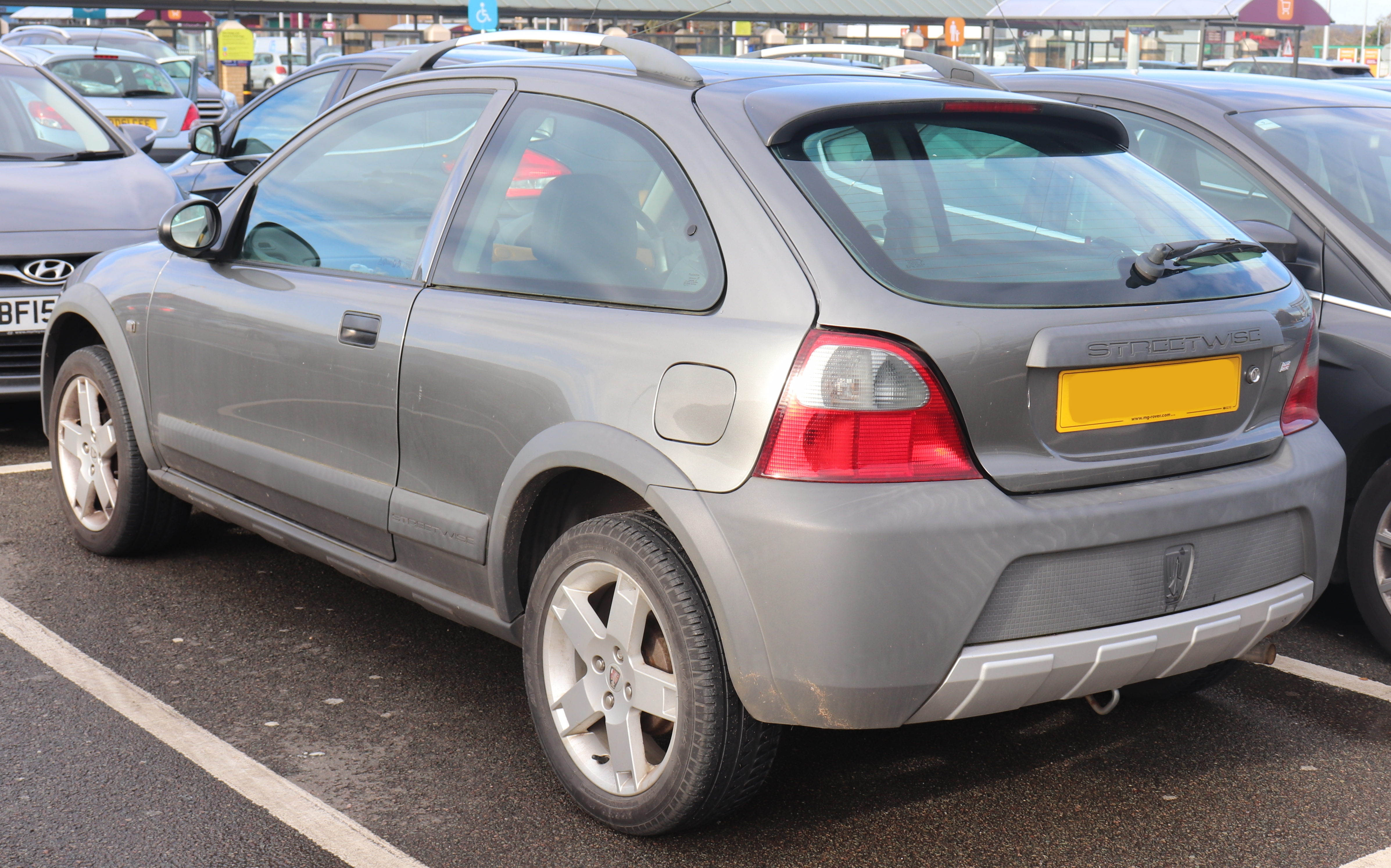
Rover Streetwise, achteraanzicht

De Rover Streetwise is een mini-SUV van de voormalige Britse autofabrikant Rover die van 2003 tot 2005 geproduceerd werd. De wagen was gebaseerd op de Rover 25 maar kreeg een stoer uiterlijk met robuuste stootranden in kunststof.

## Geschiedenis en technologie
Rover had zijn bestaande modellen in 1999 gemoderniseerd met de nieuw ontwikkelde Rover 75 en met een facelift voor de Rover 45 en Rover 25. Rover leed echter al jaren aan dalende verkoopcijfers sinds BMW de Rover-divisie in maart 2000 verkocht had aan het Phoenix-consortium. De modellen van Rover hadden bovendien een nogal saai imago en werden vaak geassocieerd met oudere automobilisten. De Rover Streetwise was een poging van Rover om een jonger koperspubliek aan te spreken.
De Streetwise is ontworpen als een voorwielaangedreven stadsauto met een 4x4-uitstraling. De Streetwise had een 10 mm hogere rijhoogte dan de standaard Rover 25 en kreeg grote schokabsorberende grijze of zwarte bumpers in kunststof. Dit in tegenstelling tot de andere modellen van Rover die bumpers hadden in koetswerkkleur. De wagen had nieuw ontworpen richtingaanwijzers vooraan, stond op 16-inch velgen en was voorzien van multifunctionele dakrails om de Streetwise verder te onderscheiden van de Rover 25.
Aanvankelijk waren er drie uitrustingsniveaus beschikbaar: de standaard Streetwise, de Streetwise S en de Streetwise SE. Later kwamen daar nog de GLi- en GSi-uitvoeringen bij.
Het interieur was verkrijgbaar met vier of vijf zitplaatsen. De standaarduitvoering met vier zitplaatsen had sportzetels vooraan en een achterbank bestaande uit twee zitplaatsen gescheiden door een middenconsole. Ook een bestuurdersairbag, centrale vergrendeling op afstand met perimetrisch alarm en ABS behoorden tot de standaarduitrusting. De S-uitvoering beschikte bijkomend over 16-inch lichtmetalen velgen, elektrische ramen vooraan, buitenspiegels in koetswerkkleur en een radio-CD met luidsprekers achteraan en bediening aan het stuur. De SE-topuitvoering voegde daar verder nog airconditioning, halflederen bekleding, hoofdsteunen achteraan, elektrische buitenspiegels en voormistlichten aan toe. In de optielijst waren onder andere parkeersensoren, een passagiersairbag en een GPS-navigatiesysteem terug te vinden.
In Nederland was de Streetwise enkel met het meest luxueuze uitrustingsniveau leverbaar.

## Motoren
| Type    | Motor     | Motor     | Motor        | Motor  | Topsnelheid | overbrenging         | Jaartal   |
| Type    | Inhoud    | Cilinders | Vermogen     | Koppel | Topsnelheid | overbrenging         | Jaartal   |
| ------- | --------- | --------- | ------------ | ------ | ----------- | -------------------- | --------- |
| 1.4 16v | 1.396 cm³ | 4-in-lijn | 62 kW/84 pk  | 110 Nm | 169 km/u    | manueel              | 2003-2005 |
| 1.4 16v | 1.396 cm³ | 4-in-lijn | 76 kW/103 pk | 123 Nm | 180 km/u    | manueel              | 2003-2005 |
| 1.6 16v | 1.588 cm³ | 4-in-lijn | 82 kW/111 pk | 145 Nm | 190 km/u    | manueel              | 2003-2005 |
| 1.8 16v | 1.796 cm³ | 4-in-lijn | 86 kW/117 pk | 160 Nm | 185 km/u    | "Stepspeed" automaat | 2003-2005 |

| Type   | Motor     | Motor     | Motor        | Motor  | Topsnelheid | overbrenging | Jaartal   |
| Type   | Inhoud    | Cilinders | Vermogen     | Koppel | Topsnelheid | overbrenging | Jaartal   |
| ------ | --------- | --------- | ------------ | ------ | ----------- | ------------ | --------- |
| 2.0 TD | 1.994 cm³ | 4-in-lijn | 74 kW/101 pk | 240 Nm | 182 km/u    | manueel      | 2003-2005 |